# Dysschema brunnea
Dysschema brunnea là một loài bướm đêm thuộc phân họ Arctiinae, họ Erebidae.